# Natureingang
Een natureingang (letterlijk vertaald 'natuur-ingang') is een korte, stereotiepe natuurbeschrijving die als inleiding gebruikt wordt bij literaire teksten. Een natureingang komt vaak voor in middeleeuwse lyrische (liefdes)gedichten en geeft meestal een beschrijving van een natuurtafereel in een bepaald seizoen. Doodgewone topoi zoals bloemen en geuren, bomen en vogelgezang, winter en koude komen heel vaak voor. De beschrijving van zo'n natuurtafereeltje bestaat meestal uit clichés en dient louter om de lezer in de sfeer te brengen van wat komen gaat. Soms wordt de natureingang ook als contrastelement gebruikt, zoals in Van den vos Reynaerde: de lezer wordt op het verkeerde been gezet want in plaats van liefde en zorgeloosheid volgen verkrachting, moord en ander onrecht.

## Voorkomen
Vooral in de middeleeuwse, hoofse lyriek speelt de natureingang een belangrijke rol. Belangrijke voorbeelden zijn de gedichten van Hadewijch en Hendrik van Veldeke. Troubadours zoals Bernard de Ventadour bedienden zich ook vaak van dergelijke natuurtafereeltjes om hun lied te beginnen.